# Livio Gianola
Livio Gianola (Premana, 1964) è un chitarrista italiano.
È considerato dalla critica specializzata "Il Maestro della Chitarra otto corde".

## Biografia artistica e professionale
Livio Gianola, musicista e compositore, è considerato tra i massimi virtuosi della chitarra a otto corde. Ha al suo attivo una lunga collaborazione con il ballerino e coreografo spagnolo Antonio Canales, di cui ha scritto parte delle musiche dei balletti Torero (1992), Narciso (1995), Gitano (1996), Minotauro (2002), Bailaor (2004) e Bohemio (2006).
Altre collaborazioni con personaggi ed entità del mondo del flamenco le ha portate avanti con Rafael Amargo e Lola Greco nello spettacolo Rosso, con il Ballet Nacional de España risultando l'unico compositore non spagnolo ad aver scritto musiche per la celebre compagnia di ballo e con Cecilia Gomez nel suo Cupaima, homenaje a Chavela Vargas con cui collabora attualmente.
Ha partecipato come solista e con varie formazioni a diverse manifestazioni di caratura mondiale, tra le quali il Forum dei popoli di Barcellona,  la Bienal de Flamenco di Siviglia, all'Energa Sopot Classic di Sopot in Polonia, l'Akustiske Landskap in Norvegia, lUluslararasi Flamenko Ankara Festivali di Ankara, il Carpi Guitar International  di Carpi, inoltre lEsztergom International Guitar Festival in Ungheria.
A tutte queste manifestazioni vanno aggiunte numerose altre esibizioni in sale da concerto e teatri mondiali.
Due le partecipazioni al Festival di Sanremo, con Toto Cutugno (Voglio andare a vivere in campagna) e Fabio Concato (Oltre il giardino).
Livio Gianola è apparso in diverse trasmissioni televisive per la Rai, per la RTSI (Svizzera),  per la TVE (Spagna) e per la VPRO (Olanda).
Nel 2014 è uscito il lavoro Otro Sitio (A Palette Of Latin Colors), registrato al Power Sound Studio di Amsterdam. I brani di questo lavoro sono stati presentati a settembre 2014, in prima mondiale, al Concertgebouw di Amsterdam.
Il 28 novembre del 2016 è uscito il suo ultimo lavoro, in solo, dal titolo Solo a Poniente (Traveling West). La registrazione è stata eseguita ancora una volta al Power Sound Studio di Amsterdam.
Il 25 maggio 2018, a Roma, presso l'Auditorium Santa Croce, ha presentato in prima mondiale il suo Concerto per Chitarra e Orchestra, orchestrato e diretto da Enrico Melozzi, con i musicisti de' L'Orchestra Notturna Clandestina.
Attualmente è impegnato nella realizzazione  del suo quinto CD di proprie composizioni con orchestra.

## Discografia
- Sombra
- Bohemio
- Otro Sitio (A Palette Of Latin Colors)
- Solo a Poniente (Traveling West)

## Premi e riconoscimenti
- Premio per la miglior colonna sonora (autore e interprete della musica nel cortometraggio "Flamenco" della serie "body&sound" di Alberto Nacci) al Mediterranean Film Festiva l